# 弗洛斯格拉本河 (萊納赫巴赫河支流)
49°51′55″N 9°48′10″E / 49.865392°N 9.802650°E
弗洛斯格拉本河是德國的河流，位於該國東南部，由巴伐利亞負責管轄，屬於萊納赫巴赫河的左支流，河道全長0.8公里，流經維爾茨堡縣。